# Sembung (Parengan)
Sembung is een bestuurslaag in het regentschap Tuban van de provincie Oost-Java, Indonesië. Sembung telt 4034 inwoners (volkstelling 2010).